# Cioncia
La cioncia è un piatto tipico della città e contado di Pescia.

## Storia
Trae le sue origini dal tessuto economico presente a Pescia fino alla metà del Novecento, caratterizzato dalla presenza di molte concerie. Gli operai delle conce, infatti, quando scarnivano le pelli di vitello per sottoporle alla lavorazione conciaria, potevano ricavare scarti di carne che venivano bolliti e insaporiti. Alcuni vendevano questi scarti alle cosiddette bettole, che erano osterie presso le quali si rifocillavano i barrocciai, gli autotrasportatori di un tempo.
Da piatto povero è divenuto con il tempo una specialità locale, servita nei ristoranti di Pescia. Molte le similitudini con la besumèra di Vescovato, nella campagna cremonese, terra di ambulanti raccoglitori di pelli per le concerie che recuperavano i pochi brandelli di carne rimasti attaccati alla pelle ed è per questo che sia la cioncia che la besumèra è fatta con le parti più esterne della bestia come il naso, le labbra e la coda appunto perché queste parti erano le sole che non scarnificate del tutto venivano lasciate attaccate alla pelle e recuperate per un insperato quanto misero apporto proteico.

## Ingredienti
La cioncia oggi è composta dalla testina di vitello (muso, guance), dalla coda, passata di pomodoro, sedano, carota, cipolla, prezzemolo, basilico, brodo di carne, olio extravergine di oliva, vino rosso, peperoncino. 

## Preparazione
La prima fase consiste nella pulizia e nella cottura della carne in un tegame di coccio. Successivamente si aggiunge un battuto di carota, cipolla, sedano, basilico e peperoncino, facendo rosolare il tutto per circa mezz'ora. Nella fase successiva si sfuma con il vino rosso, si unisce la salsa di pomodoro si lascia cuocere per 3 o 4 ore. Nell'ultima fase si aggiunge sale e pepe, e si serve in scodelle di terracotta, tenute possibilmente calde.